# Margaret Ekdahl

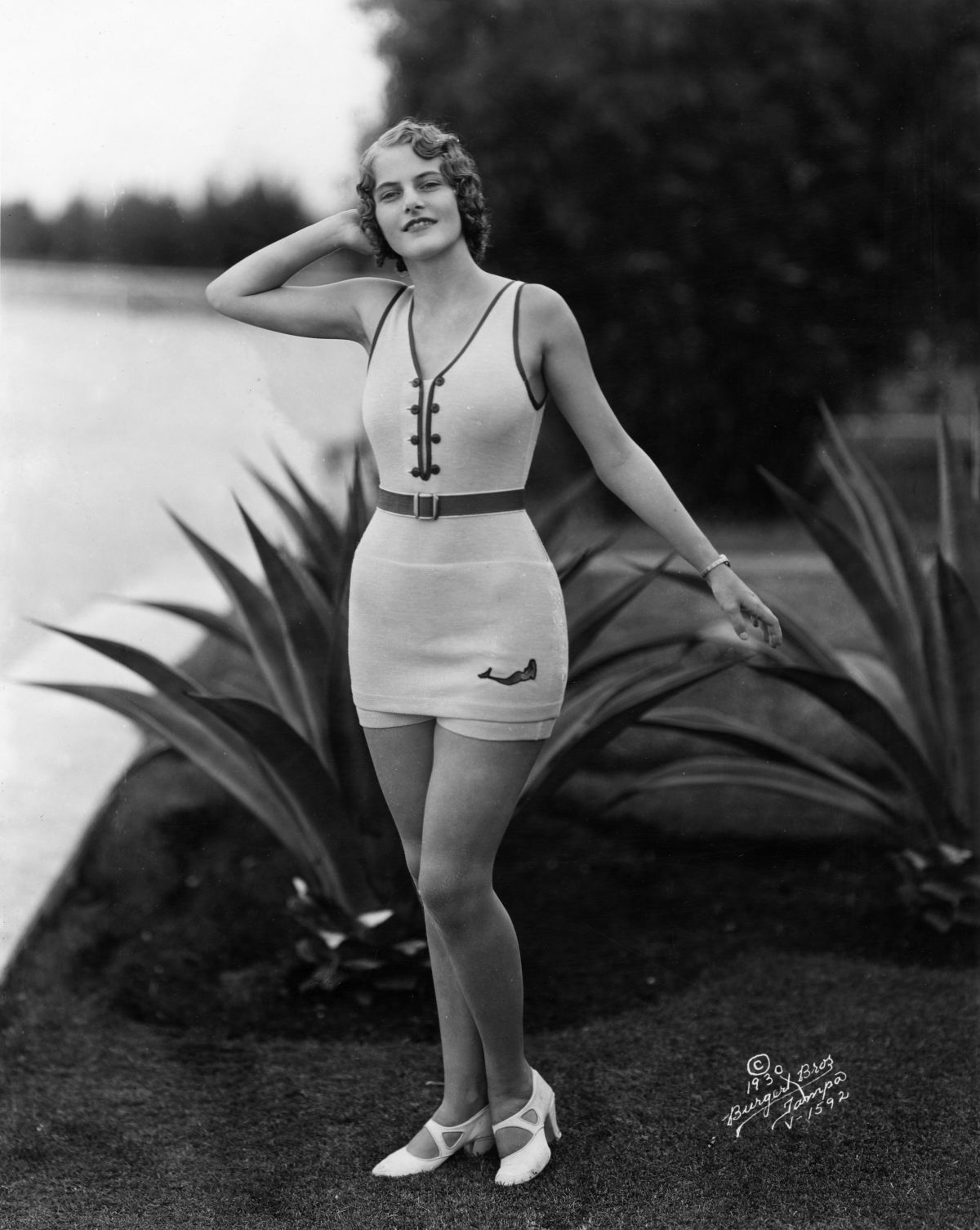
Margaret Ekdahl, 1930

Margaret (Mickey) Agnes Ekdahl, ursprungligen Margit Agnes Ekdahl, född 1912 i Eslöv, död 1932, var en svensk-amerikansk skönhetsdrottning. Hon blev "Miss Amerika" (egentligen vinnare av Miami National Beauty Contest) 1930.. Orlando-pressen kallade henne för "The Viking Queen".
Hon föddes 1912 i Eslöv och kom till USA ett år senare med sina föräldrar.. Margaret, eller Mickey, som hon kallades i Amerika, vann skönhetstävlingarna "Miss Tampa" och "Miss Florida". Efter att slutligen ha erhållit titeln "Miss Amerika" följde en åtta månaders lång turné med bland annat intervjuer och medverkan i vaudeville-shower. Hon bedömde skönhetstävlingar, mötte Gary Cooper och blev erbjuden en Hollywoodkarriär. Hon tackade dock nej till erbjudandet och återvände till Orlando, där hon hade bott med sina föräldrar.
Ekdahl föredrog att dra sig tillbaka från turnéliv och skönhetstävlingar. Istället började hon arbeta i en affär i Orlando. Hon avled i bukhinneinflammation på Orlando General Hospital år 1932. Nästan 2 500 personer kom till begravningen.